# Colletes punctatus
Colletes punctatus is een vliesvleugelig insect uit de familie Colletidae. De wetenschappelijke naam van de soort is voor het eerst geldig gepubliceerd in 1877 door Mocsáry.